# Czerniowiecki Uniwersytet Narodowy im. Jurija Fedkowycza
Czerniowiecki Uniwersytet Narodowy im. Jurija Fedkowycza (ukr. Чернівецький національний університет ім. Юрія Федьковича) – uczelnia w Czerniowcach na Ukrainie. Główny kompleks uczelni mieści się w dawnej rezydencji prawosławnego metropolity Bukowiny, w 2011 roku wpisanej na listę światowego dziedzictwa UNESCO.

## Historia
Placówka powstała na mocy dekretu cesarza Franciszka Józefa I z dnia 4 października 1875 roku na bazie istniejącego od 1827 roku Instytutu Teologicznego oraz działających przy nim katedr języków ukraińskiego i rumuńskiego oraz literatury.
Pierwszym rektorem został K. Tomaszczuk, wykładali tu m.in. ekonomista Josef Schumpeter, prawnicy Gross i Eugen Ehrlich, historyk Rajmund Kaindl, slawista Emil Kałużniacki, ukrainista Stepan Smal-Stocki oraz kompozytor i pisarz Izydor Worobkiewicz.
Na uczelnię złożyły się wtedy trzy wydziały: Wydział Teologii Prawosławnej, Wydział Prawa oraz Wydział Filozofii. Katedry językowe (ruska i rumuńska) znajdowały się w ramach Wydziału Filozofii – pracowali tu m.in. K. Hankiewicz, I. Onyszkiewicz i Stepan Smal-Stoćkyj.
W 1875 roku na 208 studentów 41 było Rusinami, w 1914 roku 303 na 1198, studiowała tu również porównywalna liczba Rumunów. Ilościowo dominowali Żydzi i Niemcy.
Po włączeniu Czerniowiec do Rumunii w 1918 roku nastąpiła gruntowna romanizacja uczelni, skasowano ukraińską katedrę i zwolniono profesorów. Wydział Filozofii podzielono na wydziały Filozofii i Literatury oraz Przyrody. Rektorem został I. Nistor. W 1933 roku studiowało tu 2117 Rumunów, 679 Żydów, 199 Niemców, 155 Ukraińców, 57 Polaków i 40 przedstawicieli innych narodów.

## Rektorzy
- Kostiantyn Tomaszczuk 1875–1876
- Ferdinand von Zieglauer 1876–1877
- Wasyl Mitrofanowicz 1877–1878
- Friedrich Schuler von Libloy 1878–1879
- Alois Handl 1879–1880
- Eusebij Popowycz 1880–1881
- Alois Goldbacher 1881–1882
- Friedrich von Kleinwächter 1882–1883
- Wasyl von Repta 1883–1884
- Johann Wrobel 1884–1885
- Karl Hiller 1885–1886
- Veit Graber 1886–1887
- Heinrich Singer 1887–1888
- Kostiantyn Popowycz 1888–1889
- Omelian Kałużniacki 1889–1890
- Friedrich Schuler von Libloy 1890–1891
- Constantin Popovici 1890–1891
- Richard Pribram 1891–1892
- Omelian Wojucki 1892–1893
- Friedrich von Kleinwächter 1893–1894
- Alois Handl 1894–1895
- Julius Roschman–Hoburg 1896–1897
- Isidor Hilberg 1897–1898
- Artur Skedl 1898–1899
- Ferdinand von Ziglauer 1899–1900
- Rudolf Scharizer 1902–1903
- Walther Hörmann von Hörbach 1903–1904
- Ernst Hruza 1906–1907
- Eugen Ehrlich 1906–1907
- Jewhen Kozak 1907–1908
- Karl Zelinka 1908–1909
- Karl Adler 1909–1910
- Matthias Friedwagner 1910–1911
- Raimund Friedrich Kaindl 1912-1913
- Hans von Frisch 1913–1914
- Cäsar Pomeranz 1914–1918
- Wasyl Tarnawski 1918–1920
- Ion Nistor 1920–1921
- Maximilian Hacman 1921–1922
- Eugen Botezat 1922–1923
- Valerian Sesan 1923–1925

- Georghe Dregenescu 1926–1927
- Nicolae Cotos 1927–1928
- Valerian Sesan 1928–1930

- Ion Nistor 1933–1940
- Zachar Szulha 1940–1941

- Pawło Kanibołocki 1944–1949
- Kornij Leutśki 1949–1967
- Kostiantyn Czerwinśki 1968–1987
- Stepan Kostyszyn 1987–2001
- Mykoła Tkacz 2001–2005
- Stepan Melnyczuk 2005–2019
- Roman Petryszyn od 2019

## Nazwa
Od powstania w 1875 roku do 1918 roku uczelnia nosiła nazwę Uniwersytetu im. Franciszka Józefa w Czerniowcach (niem. Franz-Josephs-Universität Czernowitz), w czasach rumuńskich (1918-40) nazwę zmieniono na Universitatea Regele Carol I din Cernăuți (rum. Królewski Uniwersytet Karola I w Czerniowcach), a po aneksji Bukowiny przez ZSRR na Czerniowiecki Uniwersytet Państwowy (ukr. Чернівецький Державний Університет), w 1989 roku patronem uczelni obrano Jurija Fedkowicza. W 2000 roku określenie państwowy zamieniono na narodowy.

## Wydziały
Po zajęciu Bukowiny przez wojska radzieckie w 1940 roku uniwersytet ukrainizowano i podzielono na 7, a później 11 wydziałów:
- Historii
- Filozofii
- Języków Obcych
- Geografii
- Biologii
- Chemii
- Fizyki
- Matematyki
- Ekonomii
- Techniki
- Studiów Zaocznych[5]

Zlikwidowano Wydział Teologii. W 1976 roku uczyło się tu ok. 10 tys. studentów, wykładało ok. 500 pracowników naukowych, w tym 26 profesorów i 290 docentów.

## Znani absolwenci
Absolwentem i wykładowcą był m.in. Wojciech Rubinowicz – polski fizyk teoretyk, profesor Politechniki Lwowskiej, Uniwersytetu Jana Kazimierza we Lwowie, a po wojnie Uniwersytetu Warszawskiego. 11 września 2012 odsłonięto na Uniwersytecie w Czerniowcach tablicę pamiątkową ku czci Wojciecha Rubinowicza.